# Arrondissement de Kitzingen
L'arrondissement de Kitzingen est un arrondissement  ("Landkreis" en allemand) de Bavière   (Allemagne) situé dans le district ("Regierungsbezirk" en allemand) de Basse-Franconie. 
Son chef lieu est Kitzingen.

## Villes, communes & communautés d'administration
(nombre d'habitants en 2006)
| Städte 1. Dettelbach (6 967) 2. Iphofen (4 438) 3. Kitzingen, Große Kreisstadt (20 861) 4. Mainbernheim (2 307) 5. Marktbreit (3 748) 6. Marktsteft (1 786) 7. Prichsenstadt (3 225) 8. Volkach (9 405) Märkte 1. Abtswind (806) 2. Geiselwind (2 425) 3. Großlangheim (1 605) 4. Kleinlangheim (1 702) 5. Markt Einersheim (1 178) 6. Obernbreit (1 841) 7. Rüdenhausen (828) 8. Schwarzach am Main (3 668) 9. Seinsheim (1 072) 10. Wiesentheid (4 853) 11. Willanzheim (1 610) | Gemeinden 1. Albertshofen (2 038) 2. Biebelried (1 183) 3. Buchbrunn (1 051) 4. Castell (809) 5. Mainstockheim (1 861) 6. Martinsheim (1 078) 7. Nordheim am Main (1 015) 8. Rödelsee (1 618) 9. Segnitz (855) 10. Sommerach (1 407) 11. Sulzfeld am Main (1 263) 12. Wiesenbronn (989) Pas de Gemeindefreie Gebiete | Verwaltungsgemeinschaften 1. Großlangheim (Märkte Großlangheim et Kleinlangheim, commune Wiesenbronn) 2. Iphofen (Ville d'Iphofen, Märkte Markt Einersheim und Willanzheim, commune Rödelsee) 3. Kitzingen (Communes Albertshofen, Biebelried, Buchbrunn, Mainstockheim et Sulzfeld a.Main) 4. Marktbreit (Villes de Marktbreit et Marktsteft, Märkte Obernbreit et Seinsheim, communes Martinsheim et Segnitz) 5. Volkach (Ville de Volkach et communes Nordheim a.Main et Sommerach) 6. Wiesentheid (Märkte Abtswind, Rüdenhausen et Wiesentheid et commune Castell) |